# Showa/Nakajima L2D
Lo Showa L2D oppure Nakajima L2D, fu un aereo da trasporto costruito tra il 1939 ed il 1945 dalle aziende giapponesi Shōwa Hikōki Kōgyō e Nakajima Hikōki; l'aereo era una copia autorizzata del Douglas DC-3, la cui licenza di produzione era stata acquistata dalla Mitsui nel 1938.
Identificato secondo il sistema vigente come Aereo da trasporto Tipo 0 fu impiegato dalla Marina imperiale giapponese, divenendone lo standard per i reparti da trasporto. Utilizzato nel corso della seconda guerra mondiale, gli Alleati lo designarono col nome in codice di “Tabby”.

## Storia del progetto
Le compagnie aeree e le autorità militari giapponesi mostrarono, fin dai primi tempi, un considerevole interesse verso la produzione aerea della Douglas Aircraft Company acquisendo, nel 1935, la licenza di produzione del DC-2. L'attenzione nei confronti del successivo DC-3 si concretizzò inizialmente in due ordini, per 13 e 7 esemplari (rispettivamente dotati di motori Wright Cyclone e Pratt & Whitney Twin Wasp) immessi nel servizio di linea dalla Dai Nippon Kōkū K.K. che li mantenne in uso fino al termine della seconda guerra mondiale.

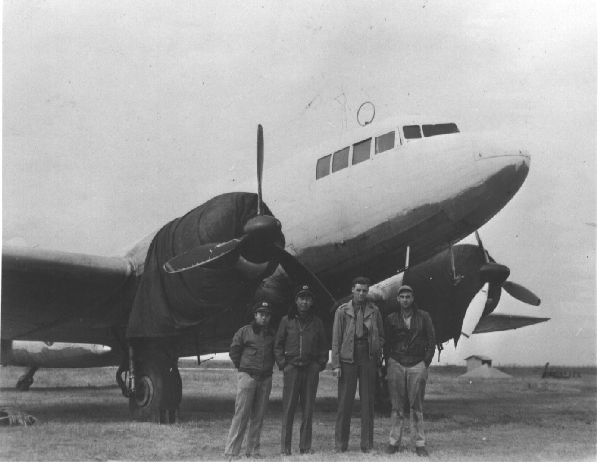
Un esemplare di L2D catturato dalle truppe statunitensi, ripreso nel 1945; in posa davanti all'aereo personale delle Tigri Volanti.

In un secondo momento fu acquistata anche la licenza di produzione del DC-3: l'accordo fu siglato il 24 febbraio del 1938 dalla Mitsui Bussan Kaisha K.K. che, al prezzo di 90 000 dollari, si aggiudicò il diritto di produrre e commercializzare il più recente bimotore della Douglas. Per agevolare e velocizzare l'avvio del processo produttivo, la Mitsui acquistò anche due velivoli completi ma non assemblati.
All'insaputa della Douglas e delle autorità statunitensi, l'accordo per la produzione su licenza del DC-3 era volto a produrre aerei da trasporto per la Marina imperiale giapponese e i due esemplari disassemblati funsero da prototipo per impiantare linee produttive negli stabilimenti industriali della Showa e della Nakajima; ai due velivoli fu assegnata la denominazione L2D1.
Mentre venivano completati gli impianti produttivi, tecnici delle aziende costruttrici si impegnarono nell'adattare l'aereo ad utilizzare i motori di produzione nazionale Mitsubishi Kinsei 43 da 1 000 hp (745,7 kW); in questa configurazione iniziò la produzione in serie che portò alla consegna dei primi aerei (denominati L2D2) a partire dal 1940.
La produzione dell'L2D coprì l'arco temporale compreso tra il 1939 ed il 1945 e complessivamente ammontò a 487 esemplari, numero che comprende anche i primi due prototipi assemblati utilizzando le parti costruite direttamente dalla Douglas; di questi 416 furono realizzati dalla Showa e 71 dalla Nakajima.

## Tecnica

### Cellula
Come l'originale DC-3, l'L2D1 era un monoplano bimotore dalla struttura interamente metallica, caratterizzato dalla configurazione ad ala bassa; solamente le superfici di controllo avevano rivestimento in tela. La struttura di base fu mantenuta inalterata anche nelle varianti successive e solamente con l'ultima variante, la L2D5, fu previsto l'impiego di elementi strutturali in legno, data la scarsa disponibilità di materiali metallici.
La fusoliera dell'L2D, in tutte le sue varianti, poteva essere configurata durante la produzione sia come trasporto truppe, con una capienza di 21 soldati, che come cargo: in questa seconda veste l'aereo poteva trasportare fino a 4500 kg di carico utile.

### Motore
Le industrie giapponesi apportarono marginali modifiche al progetto delle ali del Douglas DC-3 per consentire l'utilizzo del motore Mitsubishi Kinsei. Anch'esso, come gli originali del DC-3, era un motore radiale raffreddato ad aria; nello specifico si trattava di un motore a 14 cilindri (disposti in doppia fila), a sua volta derivato dal Pratt & Whitney Hornet la cui licenza era stata acquistata dalla Mitsubishi Jukogyo K.K. nel 1934.
Nella versione 43, la prima impiegata sull'L2D1, il Kinsei poteva sviluppare 1 000 hp (745,7 kW) di potenza; il Kinsei 62, il cui impiego era previsto sulla variante L2D5, raggiungeva i 1 340 hp (999,2 kW). In tutte le varianti utilizzate, il motore azionava un'elica tripala, in materiale metallico.

### Armamento

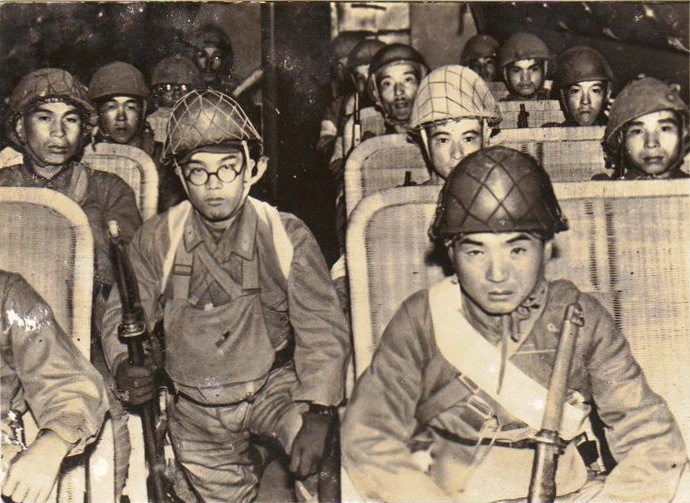
Paracadutisti del Distaccamento Kaoru a bordo di un L2D.

L'L2D nasceva, così come il DC-3, privo di dotazioni difensive; solamente a partire dalla variante L2D4 fu previsto l'impiego di una mitragliatrice Type 2 calibro 13 mm in una torretta dorsale e di due Type 92 calibro 7,7 mm, una per ciascun lato della fusoliera.

## Impiego operativo
Identificato con il nome in codice alleato Tabby, l'L2D divenne l'aereo da trasporto standard della Marina imperiale giapponese, impiegato su tutti i principali fronti di guerra che videro impegnate le truppe giapponesi. Difficile da identificare con certezza rispetto all'originale statunitense, il bimotore L2D fu coinvolto in alcuni episodi di fuoco amico.
Le fonti reperite non indicano impiego post-bellico e non vi sono notizie circa la sopravvivenza di esemplari del velivolo.

## Versioni
Se non indicato diversamente i dati sono tratti da "Japanese Aircraft of the Pacific War".
Aereo da trasporto per la Marina Tipo 0
- L2D1: denominazione assegnata ai due prototipi, costruiti dalla Showa assemblando i pezzi costruiti negli Stati Uniti d'America dalla Douglas. Dotati di motori Pratt & Whitney R-1830 Twin Wasp nella variante commerciale SB3G[3]. In sostanza si trattava di Douglas DC-3 originali, in configurazione passeggeri.

Aereo da trasporto per la Marina Tipo 0 Modello 11
- L2D2: prima versione di produzione giapponese; in configurazione per il trasporto di truppe, impiegava motori Kinsei 43 da 1 000 hp (745,7 kW).
  - L2D2-1: variante cargo, per il trasporto di soli materiali, era caratterizzata da portellone di carico ricavato sul fianco sinistro della fusoliera.

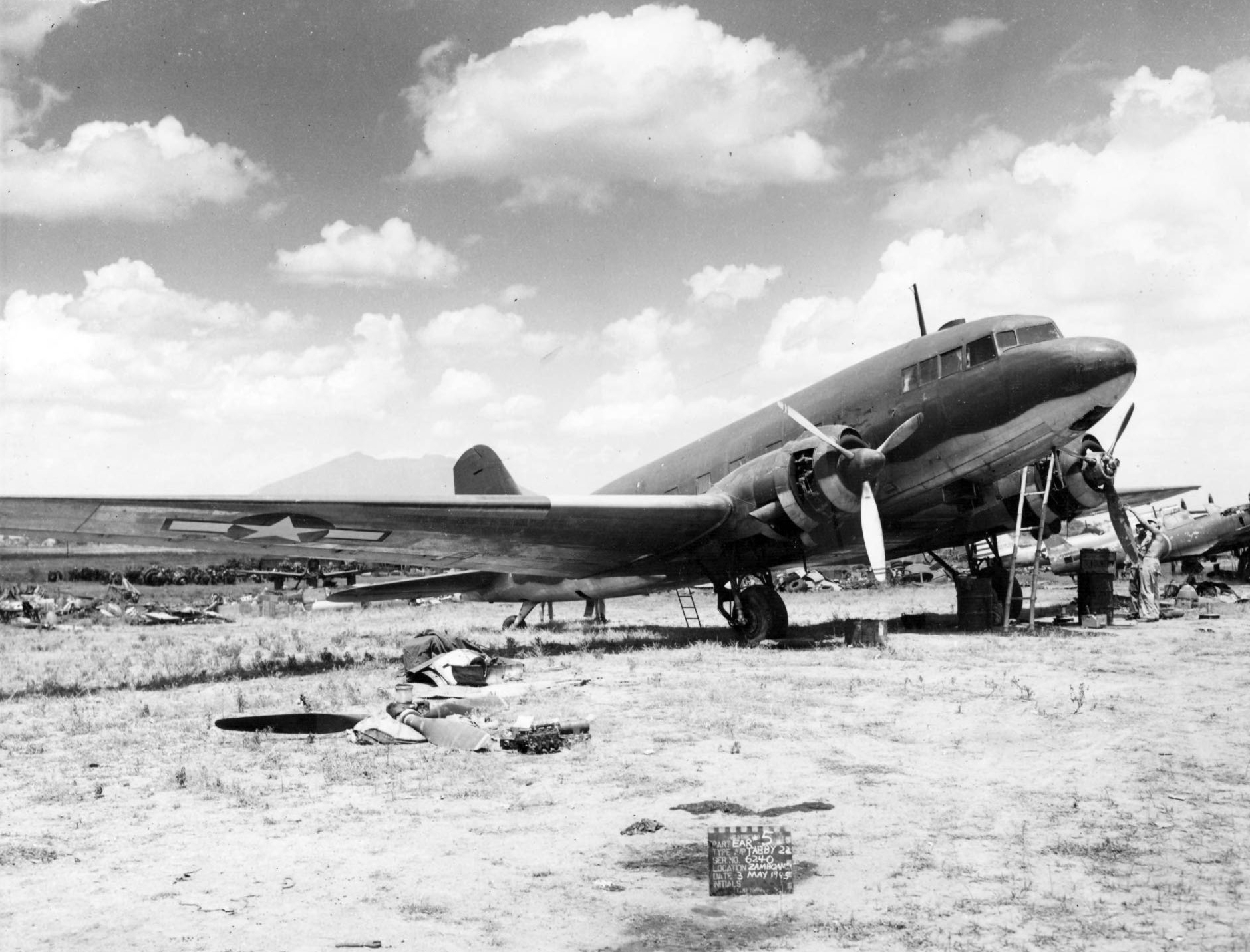
Un L2D2 catturato, presso l'Aeroporto di Clark a Luzon, nelle Filippine.

Aereo da trasporto per la Marina Tipo 0 Modello 22
- L2D3: versione per il trasporto di truppe; dotata di motori Kinsei 51 da 1 300 hp (969,4 kW).
  - L2D3-1: variante cargo, equipaggiata con motori Kinsei 51.
- L2D3a: versione per il trasporto di truppe; dotata di motori Kinsei 53 da 1 300 hp (969,4 kW).
  - L2D3a-1: variante cargo, equipaggiata con motori Kinsei 53.

Aereo da trasporto per la Marina Tipo 0 Modello 32
- L2D4: versione per il trasporto di truppe; caratterizzata dalla presenza di una torretta dorsale equipaggiata con una mitragliatrice calibro 13 mm e due mitragliatrici calibro calibro 7,7 mm in fusoliera, non superò lo stadio di prototipo.
  - L2D4-1: prevista variante cargo della precedente serie L2D4.

Aereo da trasporto per la Marina Tipo 0 Modello 33
- L2D5: versione per il trasporto di truppe; prevista per l'utilizzo di motori Kinsei 62 da 1 560 hp (1 163,3 kW), doveva essere dotata di torretta dorsale per la difesa. Il progetto venne modificato per poter impiegare legno o acciaio al posto delle leghe di alluminio, materiale strategico ormai scarsamente disponibile. Il prototipo non fu completato in tempo prima della fine della guerra.

## Utilizzatori
Giappone
- Dai-Nippon Teikoku Kaigun

### Annotazioni
1. ↑  Lo scoppio della guerra tra il Giappone e gli Stati Uniti d'America sarebbe avvenuto quasi quattro anni più tardi con l'attacco di Pearl Harbor, ma gli Stati Uniti (insieme all'Unione Sovietica) supportavano in qualche modo la Cina nel corso del conflitto contro il Giappone.
2. ↑  Definizione riportata dalla fonte di riferimento, di lingua inglese.
3. ↑  Termine di lingua inglese che identifica il gatto soriano.

### Fonti
1. ↑  Collier, 1979, p. 142.
2. 1 2 3 4 5 6  R.J. Francillon, 1970, p. 502.
3. 1 2 3 4 5 6  R.J. Francillon, 1970, p. 499.
4. ↑  R.J. Francillon, 1970, p. 503.
5. 1 2  Japanese Showa L2D, in "www.airvectors.net".